# Hydriomena divisaria
Hydriomena divisaria är en fjärilsart som beskrevs av Walker 1861. Hydriomena divisaria ingår i släktet Hydriomena och familjen mätare. Inga underarter finns listade i Catalogue of Life.